# 让·朗根海姆
让·朗根海姆（娘家姓：Harmon，1925年9月5日—2021年3月28日）是一位美国植物生态学家和民族植物學家，出生于路易斯安那州的荷马，1953年博士毕业于明尼苏达大学，导师威廉·斯金纳·库珀，此后进入加利福尼亞大學聖塔克魯茲分校成为全职教授，是第一个获此荣誉的女性。